# 中国人民解放军海军第三职工大学
中国人民解放军海军第三职工大学，简称海军第三职工大学、广州海军第三职工大学，是曾经存在的一所理工类专科教育成人高等院校，与广州市第六中学共用校园资源，隶属中国人民解放军海军，军事级别不详。

## 历史沿革
- 1985年，创建中国人民解放军海军舰船维修大学（广州分校）。
- 后，独立为中国人民解放军海军舰船维修第三职工大学

- 后，更名中国人民解放军海军第三职工大学。
- 1992年（？），撤销海军第三职工大学。